# Zhang Jiewen
Zhang Jiewen (n. 4 ianuarie 1981, Guangzhou, Republica Populară Chineză) este o jucătoare de badminton chineză, medaliată olimpică. A participat la 2 ediții ale Jocurilor Olimpice (2004, 2008) în care a câștigat o medalie de aur.